# Hoang mạc Karakum

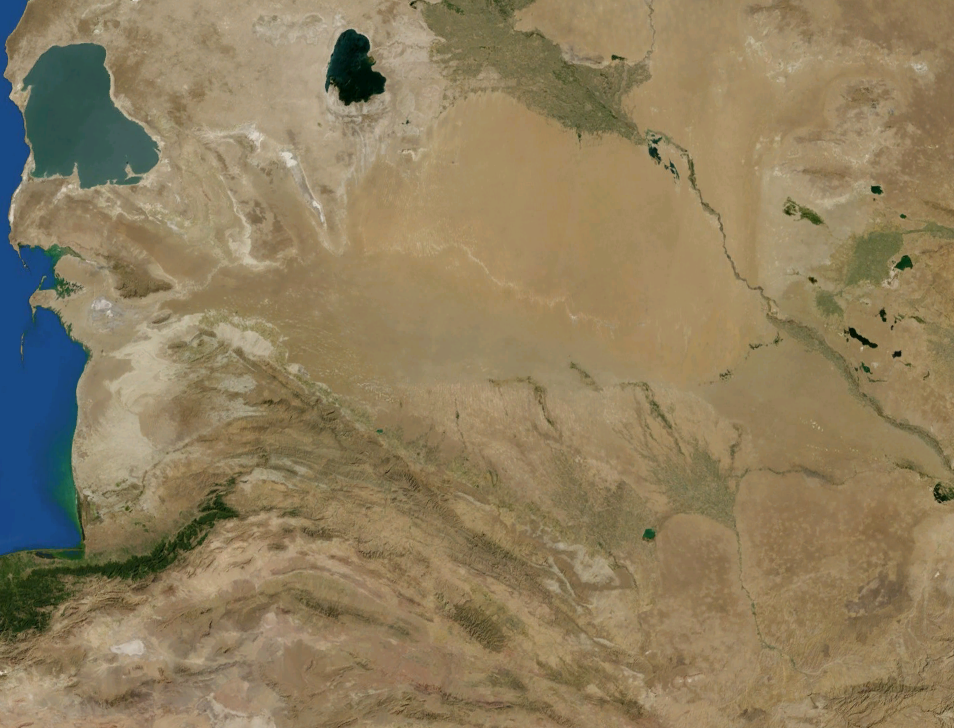
Karakum chụp từ NASA World Wind

Sa mạc Karakum hay hoang mạc Karakum, đọc là Ka-ra-Kum và Ga-ra Gum (tiếng Turkmen: Garagum, phát âm [ɡaɾaˈɡum]; tiếng Nga: Караку́мы, chuyển tự: Karakumy, IPA: [kərɐˈkumɨ];) là một hoang mạc ở Trung Á. Tên của hoang mạc này có nghĩa là Cát đen trong ngôn ngữ Turk. Nó chiếm gần 70% diện tích hay 350.000 km² của Turkmenistan.
Dân cư trong vùng này rất thưa thớt, trung bình có một người/6,5 km². Lượng mưa cũng rất thấp, khoảng từ 70 tới 150 mm mỗi năm.